# The Frying Game
«The Frying Game» («Жареная игра») — двадцать первый эпизод тринадцатого сезона мультсериала «Симпсоны». Впервые вышел в эфир 19 мая 2002 года.

## Сюжет
На день рождения Мардж Гомер дарит ей японский пруд. Вскоре в нём обнаруживается особый вид кричащей гусеницы. Гомер хочет наступить на гусеницу, чтобы она не нарушала покой его семьи, но появившийся из неоткуда агент EPA запрещает Гомеру делать это, более того, теперь Симпсоны отвечают за здоровье этой крикусеницы(даже если вся природа не хочет чтобы этот вид существовал вечно, так как агент EPA в это не верит). Жизнь по соседству с таким насекомым — не сахар, но вскоре Гомер случайно придавливает гусеницу книгой и, думая, что он убил её, пытается закопать. За этим делом его застаёт всё тот же агент EPA. И хотя крикусеница остаётся жива, за «попытку» её убийства Гомера приговаривают к общественным работам. Теперь Гомер развозит «Обед на колёсах» для пожилых жителей города. Одной из его клиенток становится старушка по имени Мисс Беллами, живущая в жутковатом доме на окраине города. Но сама она оказывается довольно доброй и к тому же беспомощной женщиной. Вскоре Гомер, сам того не желая, становится помощником, а потом и слугой мисс Беллами, так как он не может отказать в помощи старой беспомощной женщине. Вскоре та же участь постигает и Мардж. Муж и жена вынуждены прислуживать мисс Беллами, пока однажды её не убивает неизвестный преступник со скобками на зубах. Преступник зарезал Беллами ножницами, а потом украл её бриллиантовое колье. Также в завещании старушки появилась свежая запись о том, что в случае её кончины Гомер и Мардж получат по 50 000 долларов, поэтому шеф Виггам начинает подозревать пару в причастности к убийству.
Поначалу это приносит свои плюсы: Гомера быстро обслуживают в баре Мо, в церкви Преподобный Лавджой быстро заканчивает проповедь, едва заметив недовольство Гомера, а к дому Симпсонов теперь ездит экскурсионный автобус «Кровавые места Спрингфилда». Вскоре в доме Симпсонов проводят обыск… и находят то самое ожерелье, которое было похищено! Гомера и Мардж арестовывают, а Барта и Лизу отдают на усыновление в приют Спаклеров. По приговору суда Гомера и Мардж собираются казнить на электрическом стуле. Не желая, чтобы его жену тоже убили, Гомер «сознаётся» в том, что это он убил мисс Беллами, и Мардж тут ни при чём. Поэтому Мардж освобождают, а Гомер остаётся в тюрьме. Вскоре приходит час казни: Гомера сажают на электрический стул, подсоединяют к нему всё необходимое и собираются привести приговор в дело. Но лишь только ток касается Гомера, экзекуция заканчивается и позади Гомера появляется логотип шоу «Подстава». Оказывается, вся эта история была подставой: преступник со скобками оказался ведущим этого шоу, а под костюмом мисс Беллами (конечно же, живой) скрывалась Кармен Электра. Оказывается, ради этого розыгрыша актёры специально проникли в полицию, дабы привести его в действие, поэтому для настоящих полицейских эта история была реальной, они действительно считали Гомера и Мардж убийцами. Придя в себя после увиденного, Гомер начал ругать Кармен Электру за то, что она посмела так жестоко поиздеваться над бедными Симпсонами ради своего рейтинга. Причем во время поучения наглой актрисы он смотрит не на её лицо, а на грудь, причём когда Кармен сообщает ему об этом, он отвечает ей: «Я свой выбор сделал!»